# Pascal Dagnan-Bouveret
Pascal-Adolphe-Jean Dagnan-Bouveret (Paris, 7 de janeiro de 1852 - Quincey, 3 de julho de 1929) foi um dos principais artistas franceses do academicismo.

## Biografia
Nascido em Paris, era filho de um alfaiate, foi criado por seu avô quando seu pai emigrou para o Brasil. Mais tarde, o nome de seu avô, Bouveret, foi adicionado ao seu.
A partir de 1869, ele estudou na Escola de Belas Artes, sendo seus professores Alexandre Cabanel e Jean-Léon Gérôme. Em 1873, ele abriu seu próprio estúdio com um parceiro Gustave-Claude Courtois-Etienne. Em 1880 ele ganhou a medalha de primeira classe pela pintura Um acidente, e uma medalha de honra em 1885 por Cavalos no charco.
Desde a década de 1880, Dagnan-Bouveret junto com Gustave Courtois, mantiveram um estúdio em Neuilly-sur-Seine, no subúrbio de Paris. Naquela época, ele foi reconhecido como um artista modernista de primeira linha, conhecido tanto por suas telas de camponeses, quanto por suas composições místicas-religiosas. Sua pintura A Última Ceia foi exposta no Salão de Champ de Mars, em 1896. Ele também pintou retratos para clientes ricos, como o colecionador britânico George McCulloch. Foi um dos primeiros a usar a fotografia então novo meio artístico, para dar mais realismo às suas pinturas.
Em 1891 foi nomeado oficial da Legião de Honra, e em 1900 tornou-se membro do Instituto da França. Faleceu em 3 de julho de 1929 em Quincey (Haute-Saône), em sua casa em Chalk Street.

## Galeria

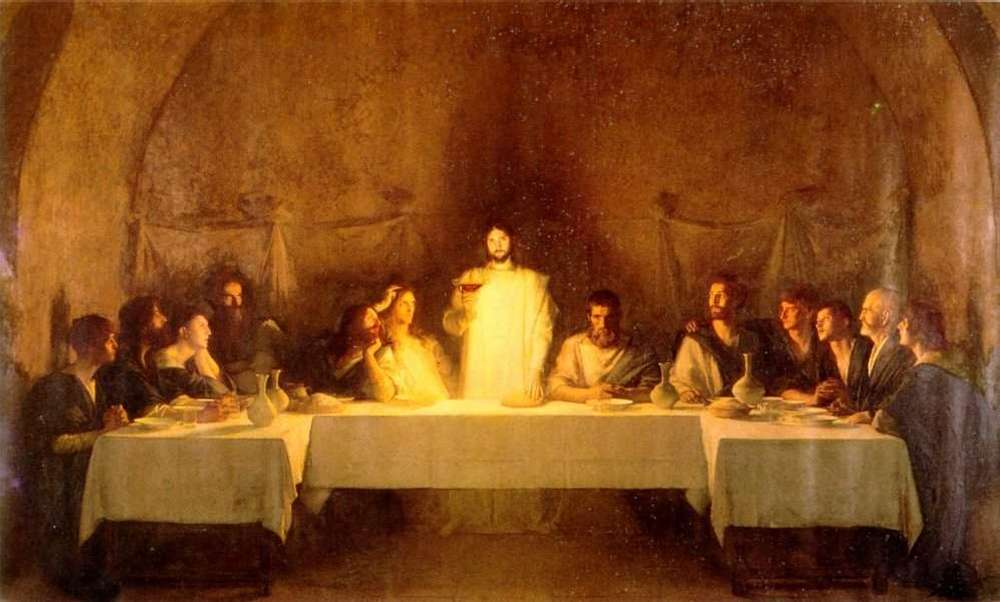
A Última Ceia por Pascal Dagnan-Bouveret.
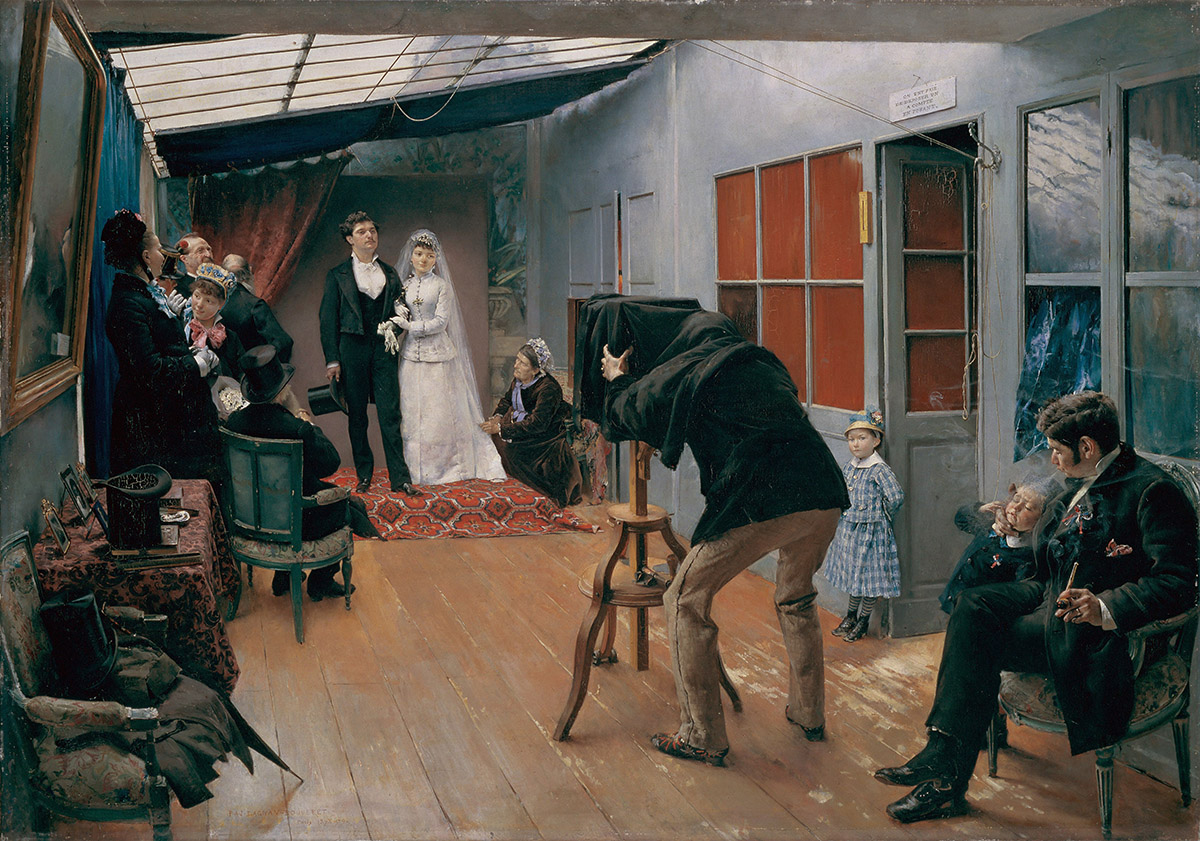
Les Bretonnes au Pardon (1887), Museu Calouste Gulbenkian.
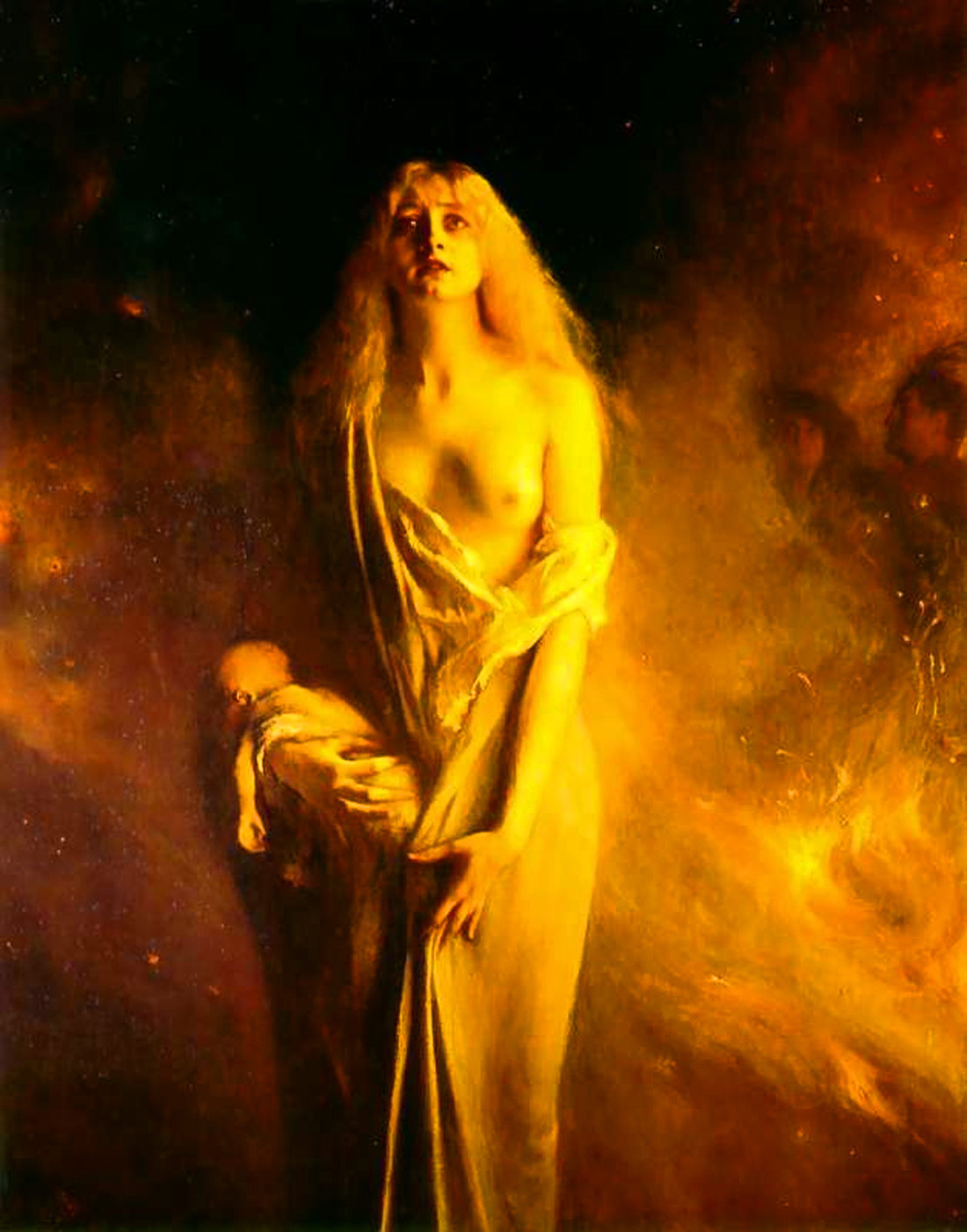
Marguerite au Sabbat (1885), Museu Municipal de Cognac.